# Carbone (Italie)
Pour les articles homonymes, voir Carbone (homonymie).
Carbone est une commune italienne de moins de 1 000 habitants, située dans la province de Potenza, dans la région Basilicate, en Italie méridionale.

## Administration
| Période                                  | Période  | Identité        | Étiquette | Qualité |
| ---------------------------------------- | -------- | --------------- | --------- | ------- |
| 5 avril 2005                             | En cours | Mario Chiorazzo |           |         |
| Les données manquantes sont à compléter. |          |                 |           |         |

### Communes limitrophes
Calvera, Castelsaraceno, Episcopia, Fardella, Latronico, San Chirico Raparo, Teana